# Етиопски зец
Етиопски зец (лат. Lepus fagani) је сисар из реда двозубаца (Lagomorpha) и породице зечева (Leporidae).

## Распрострањење
Етиопија је једино познато природно станиште врсте.
Популациони тренд је за ову врсту непознат.

## Станиште
Етиопски зец има станиште на копну, од 500 до 2.500 метара надморске висине.

## Угроженост
Подаци о распрострањености ове врсте су недовољни.